# Secondo voi (programma televisivo 2004)
Secondo voi è stato un programma di approfondimento giornalistico trasmesso da Mediaset, in diversi orari da canale a canale. È andato in onda dal 5 aprile 2004 al 5 febbraio 2010.

## Storia
Trasmesso per la prima volta il 5 aprile 2004 su Italia 1 (prima dell'edizione mattutina di Studio Aperto), la prima edizione si è conclusa il 2 luglio dello stesso anno; successivamente, è andato in onda anche su Canale 5 (in vari orari), e su Rete 4 (dopo l'ultima replica della Rassegna stampa del Tg4). Insieme a Ok, il prezzo è giusto, Il gioco delle coppie e La ruota della fortuna è uno dei programmi andati in onda sui tre principali canali TV di Mediaset.
Era condotto dal giornalista e docente universitario Paolo Del Debbio.
La seconda edizione del programma è iniziata il 20 settembre 2004 ed è andata in onda fino al 29 luglio 2005. La terza edizione dal 19 settembre 2005 al 23 giugno 2006; la quarta dal 18 settembre 2006 al 25 maggio 2007; la quinta dal 24 settembre 2007 al 4 luglio 2008; la sesta dal 22 settembre 2008 al 3 luglio 2009; la settima ed ultima dal 21 settembre 2009 al 5 febbraio 2010.
La trasmissione dava spazio a opinioni e dibattiti su vari temi di attualità, dai più seri ai più frivoli. Per far ciò, si avvaleva anche di interviste per strada in due città diverse. Alla fine del programma, il conduttore esponeva le sue considerazione conclusive, assieme a dei dati statistici. Il programma non andava in onda durante le vacanze natalizie ed estive.